# Etam Groupe

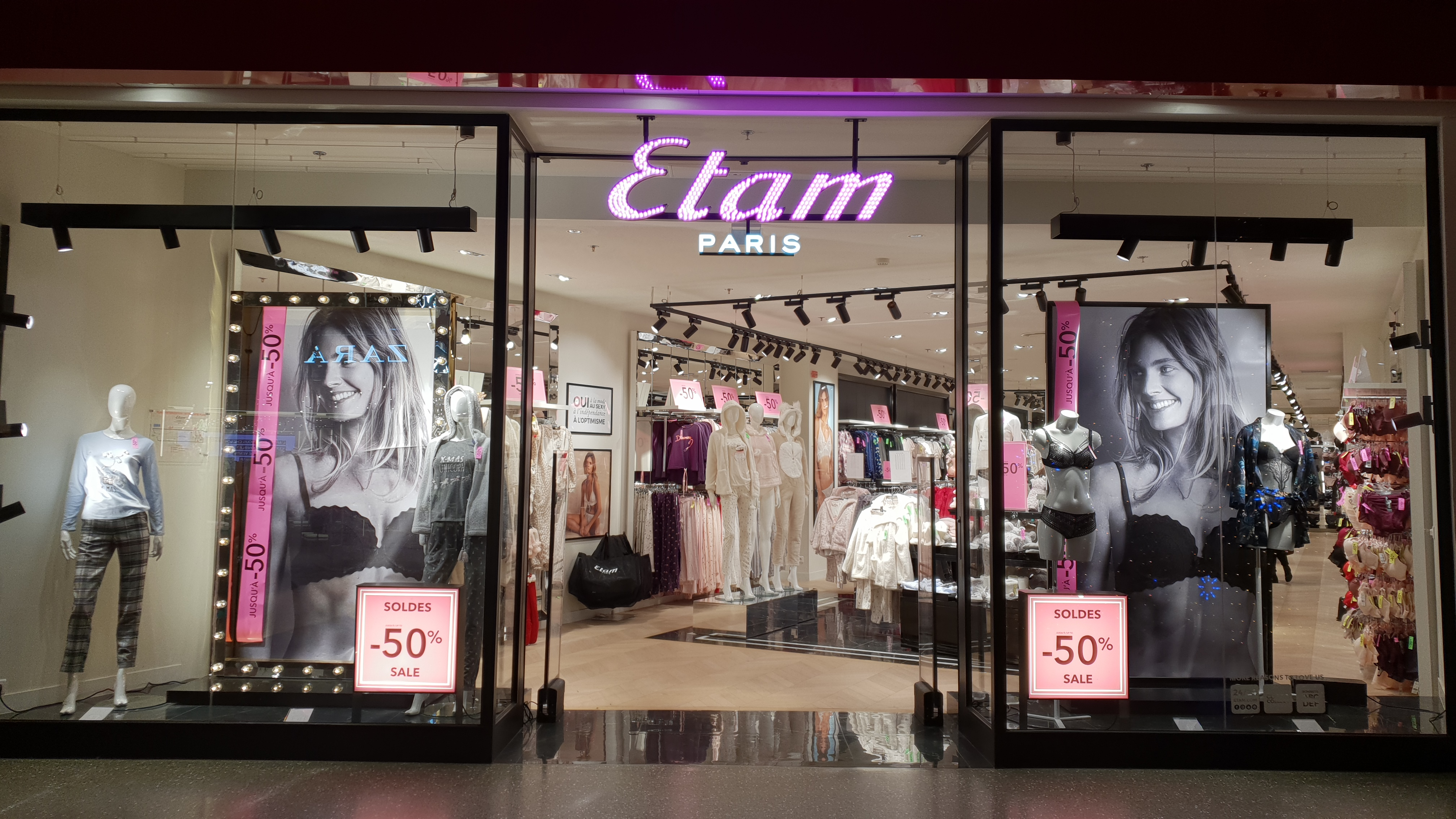
Etam-Filiale in Liege, Belgien

Etam, stilisiert zu „Etam Groupe“", ist ein französisches familiäres Textilunternehmen im Bereich Unterwäsche und Prêt-à-porter, das 1916 gegründet wurde und von 1997 bis 2017 an der Pariser Börse notiert war.
Rechtlich gesehen hat die Gruppe die Form einer Aktien-Kommanditgesellschaft (SCA). Historisch entstand die Gruppe aus der Fusion von Etam, einem 1916 in Deutschland von Max Lindemann gegründeten Unternehmen, das Strümpfe und Damenunterwäsche vertrieb, und Setamil, einem 1925 von Martin Milchior gegründeten Hersteller von Etamin. 1963 wurde der Name Etam von den Gesellschaftern als Name der Gruppe gewählt. Mit ihren Marken (Etam, Undiz und Maison Cent Vingt-Trois, ehemals „1-2-3“) konnte die Gruppe in über 55 Ländern Fuß fassen.
Ende 2015 hatte die Gruppe 4098 Verkaufsstellen (748 in Frankreich, 262 in Europa, 2877 in China und 276 Franchiseunternehmen) und 3 Websites für jede der Marken. In Europa besitzt Etam Lingerie mehr als 600 Verkaufsstellen.

## Geschichte

### Strumpfhaus Etam, die deutschen Ursprünge der Marke
Im September 1916 gründete Max Lindemann, der zuvor die Strumpffabrik Strumpfhaus Meyer in Chemnitz geleitet hatte, sein eigenes Unternehmen, Strumpfhaus Etam, um feine, strapazierfähige synthetische Strümpfe und Damenunterwäsche aus dem Material Etam herzustellen und zu vertreiben, das ihn zu seinem Markennamen Etam inspirierte. Die breite Produktpalette richtete sich an berufstätige Frauen, da diese im Ersten Weltkrieg die Männer, die an die Front gegangen waren, in der Arbeitswelt ersetzen mussten. Lindemann eröffnete sein erstes Geschäft in Deutschland – die erste Etam-Boutique – in der Berliner Friedrichstraße Nr. 176 an der Ecke zur Jägerstraße.
1924 führt Max Lindemann unverwüstliche Strümpfe auf dem Markt ein. Diese Innovation trug den Ruf von Etam über die Grenzen Deutschlands hinaus. Statt allein auf den Markt zu drängen, baute May Lindemann lokale Partnerschaften auf, die Etam durch Franchising weiterentwickeln sollten. Zu Beginn der Goldenen Zwanziger Jahre eröffnete Lindemann ohne übermäßige Investitionen Etam-Boutiquen in Argentinien, Belgien und den Niederlanden. 1923 eröffnete Etam seine erste Boutique in London, in der Oxford Street. 1928 eröffnete Etam seine erste Boutique in Paris in der 376, Rue Saint-Honoré.
1937 litten die Etam-Boutiquen unter der von den Nazis verhängten Politik der Vertreibung der Juden, was im Laufe des Jahres 1938 zur Liquidation des Unternehmens in Deutschland führte, woraufhin Lindemann den Sitz seines Unternehmens nach Frankreich verlegte.

### Setamil, die französischen Ursprünge der Marke
Parallel dazu eröffnete Martin Milchior 1925 in Belgien und 1929 in Frankreich ein Netz von Lingerie-Boutiquen unter dem Namen Setamil. 1936 richtete er seine Fabrik in Mouvaux (heute das technische Zentrum der Gruppe mit 80 Beschäftigten) in Nordfrankreich ein. Er tat sich damals mit Ignace Gluckson zusammen.
Nach dem Tod seines Vaters wurde Pierre Milchior Direktor der Firma Setamil und beschloss 1961, sich mit der Etam France-Gruppe zusammenzuschließen, um eine starke Dessous-Marke unter dem Namen Etam aufzubauen. Etam gründete 1963 Etam Prêt-à-porter (Etam PAP), als Setamil mit den Mayer-Betrieben unter der Marke Etam fusionierte. Im selben Jahr hatte die Gruppe bereits 49 Filialen.

### Internationales Geschäft und jüngere Geschichte
1995 schloss sich die Etam-Gruppe mit einer chinesischen Familie zusammen, um sich in China niederzulassen, wo sie über 3400 Verkaufsstellen besitzt, die hauptsächlich in Form von Boutiquen in Einkaufszentren betrieben werden. Innerhalb mehrerer Jahre hat sich die Gruppe mit den drei Marken Etam, Etam Week-End und Etam Sport in ganz China ausgebreitet und soll dort mehr als ein Drittel ihres Umsatzes erzielen.
Catégorie:Article à référence insuffisante
2001 gründete Etam mit "La Cité de la Femme" in der Rue de Rivoli in Paris, das größte Dessous-Geschäft in Europa mit einer Fläche von über 4000 Quadratmetern.
Ende 2014 diversifizierte sich Etam und vertrieb in einigen Dutzend Geschäften ein Sortiment von mehreren hundert Schönheits- und Kosmetikprodukten.